# Generali Open Kitzbühel 2016
Generali Open Kitzbühel 2016 — тенісний турнір, що проходив на ґрунтових кортах у місті Кіцбюель, Австрія з 18 липня. Належав до категорії ATP World Tour 250, був турніром серії Austrian Open Kitzbühel 2016 року.

## Фінальна частина

### Одиночний розряд
Паоло Лоренці —  Ніколоз Басілашвілі 6–3, 6–4

### Парний розряд
Веслі Колгоф /  Матве Мідделкоп —  Денніс Новак /  Домінік Тім 2–6, 6–3, [11–9]